# ينغي رباط
ينغي رباط هي مدينة ومركز مقاطعة خطيرجي في ولاية نواوي في أوزبكستان.